# Merciera tetraloba
Merciera tetraloba är en klockväxtart som beskrevs av Cupido. Merciera tetraloba ingår i släktet Merciera och familjen klockväxter. Inga underarter finns listade i Catalogue of Life.